# Iván Román
Iván Ramiro Román Hurtado (Santiago, Chile, 12 de julio de 2006)es un futbolista chileno que juega como defensa en Atlético Mineiro de la Primera División de Brasil.

## Trayectoria
Producto de las divisiones inferiores de Palestino, llego al club con tan solo 4 años de edad, debutó como profesional el 22 de enero de 2023, participando en partidos por el torneo de Primera División, la Copa Chile, Copa Sudamericana y Copa Libertadores siendo habitualmente titular. 
En marzo de 2023, y con 16 años, firmó su primer contrato como profesional con Palestino.
El 27 de febrero de 2024, con 17 años y 48 días de edad, se convierte en el futbolista Chileno más joven en toda la historia en anotar en un partido por Copa Libertadores frente a Portuguesa de Venezuela.
El 26 de febrero de 2025 salto al extranjero, firmando un contrato con el Atlético Mineiro de la Primera División de Brasil.

## Selección nacional

### Selecciones menores
Fue convocado por Hernán Caputto el 16 de marzo de 2023 para disputar el Campeonato Sudamericano Sub-17 de 2023. Pese a clasificar a la fase final tras vencer a Colombia y Uruguay (donde Román anotaría y asistiría respectivamente), en la fase final la selección chilena perdió todos sus partidos, perdiendo la posibilidad de clasificar a la Copa Mundial de Fútbol Sub-17 de 2023. Pese a ello, Román fue de las figuras del seleccionado chileno juvenil.
Fue parte de la Selección de fútbol sub-20 de Chile que disputó un cuadrangular amistoso para la preparación del mundial de la categoría. En enero de 2025, fue nominado para disputar el Sudamericano Sub-20 en Venezuela.

#### Participaciones en Sudamericanos
| Torneo                      | Sede      | Resultado  | Partidos | Goles | Asistencias |
| --------------------------- | --------- | ---------- | -------- | ----- | ----------- |
| Sudamericano Sub-17 de 2023 | Ecuador   | Fase final | 7        | 1     | 1           |
| Sudamericano Sub-20 de 2025 | Venezuela | En disputa | 2        | 0     | 0           |

## Estadísticas

### Clubes
| Club                      | Div.          | Temporada     | Liga  | Liga  | Liga   | Copas nacionales | Copas nacionales | Copas nacionales | Torneos internacionales | Torneos internacionales | Torneos internacionales | Total | Total | Total  |
| Club                      | Div.          | Temporada     | Part. | Goles | Asist. | Part.            | Goles            | Asist.           | Part.                   | Goles                   | Asist.                  | Part. | Goles | Asist. |
| ------------------------- | ------------- | ------------- | ----- | ----- | ------ | ---------------- | ---------------- | ---------------- | ----------------------- | ----------------------- | ----------------------- | ----- | ----- | ------ |
| Palestino · Chile         | 1.ª           | 2023          | 2     | 0     | 0      | —                | —                | —                | —                       | —                       | —                       | 2     | 0     | 0      |
| Palestino · Chile         | 1.ª           | 2024          | 24    | 1     | 2      | 3                | 0                | 0                | 12                      | 2                       | 0                       | 39    | 3     | 2      |
| Palestino · Chile         | 1.ª           | 2025          | 1     | 0     | 0      | 0                | 0                | 0                | 0                       | 0                       | 0                       | 1     | 0     | 0      |
| Palestino · Chile         | Total club    | Total club    | 27    | 1     | 2      | 3                | 0                | 0                | 12                      | 2                       | 0                       | 42    | 3     | 2      |
| Atletico Mineiro · Brasil | 1.ª           | 2025          | 3     | 0     | 0      | —                | —                | —                | —                       | —                       | —                       | 0     | 0     | 0      |
| Atletico Mineiro · Brasil | Total club    | Total club    | 3     | 0     | 0      | 0                | 0                | 0                | 0                       | 0                       | 0                       | 0     | 0     | 0      |
| Total carrera             | Total carrera | Total carrera | 30    | 1     | 2      | 3                | 0                | 0                | 12                      | 2                       | 0                       | 42    | 3     | 2      |
| 1. 2. 3.                  |               |               |       |       |        |                  |                  |                  |                         |                         |                         |       |       |        |

### Selecciones
| Selección      | Temporada     | Amistosos | Amistosos | Amistosos | Sudamérica | Sudamérica | Sudamérica | Mundial | Mundial | Mundial | Total | Total | Total  |
| Selección      | Temporada     | Part.     | Goles     | Asist.    | Part.      | Goles      | Asist.     | Part.   | Goles   | Asist.  | Part. | Goles | Asist. |
| -------------- | ------------- | --------- | --------- | --------- | ---------- | ---------- | ---------- | ------- | ------- | ------- | ----- | ----- | ------ |
| Sub-17 · Chile | 2023          | —         | —         | —         | 7          | 1          | 1          | 0       | 0       | 0       | 7     | 1     | 1      |
| Sub-17 · Chile | Total         | 0         | 0         | 0         | 7          | 1          | 1          | 0       | 0       | 0       | 7     | 1     | 1      |
| Sub-20 · Chile | 2024          | 3         | 0         | 0         | —          | —          | —          | —       | —       | —       | 3     | 0     | 0      |
| Sub-20 · Chile | 2025          | 0         | 0         | 0         | 2          | 0          | 0          | 0       | 0       | 0       | 0     | 0     | 0      |
| Sub-20 · Chile | Total         | 3         | 0         | 0         | 2          | 0          | 0          | 0       | 0       | 0       | 5     | 0     | 0      |
| Total carrera  | Total carrera | 3         | 0         | 0         | 2          | 0          | 0          | 0       | 0       | 0       | 5     | 0     | 0      |
| 1.             |               |           |           |           |            |            |            |         |         |         |       |       |        |

### Resumen estadístico
| Competición               | Partidos | Goles | Asist. |
| ------------------------- | -------- | ----- | ------ |
| Primera División de Chile | 26       | 1     | 2      |
| Copa Chile                | 3        | 0     | 0      |
| Copa Libertadores         | 8        | 1     | 0      |
| Copa Sudamericana         | 4        | 1     | 0      |
| Chile Sub-17              | 7        | 1     | 1      |
| Chile Sub-20              | 5        | 0     | 0      |
| Total                     | 53       | 4     | 3      |